# Gerald Clervil
Gerald Clervil (27 april 1976) is een Haïtiaanse atleet, die is gespecialiseerd in de sprint. Clervil vertegenwoordigde zijn land eenmaal op de Olympische Spelen.
Op de Olympische Spelen van 2000 in Sydney nam hij deel aan de 400 m. Hierbij sneuvelde hij in de kwalificatieronde met een tijd van 46,69 s.

## Persoonlijke records
| Onderdeel | Prestatie | Datum         | Plaats      |
| --------- | --------- | ------------- | ----------- |
| 100 m     | 10,60 s   | 24 maart 2000 | Gainesville |
| 200 m     | 20,99 s   | 18 maart 2000 | Tallahassee |
| 400 m     | 45,71 s   | 16 mei 1999   | Athens      |